# Els dotze manaments sexuals del proletariat revolucionari
Els dotze manaments sexuals del proletariat revolucionari (en rus⁣: Двенадцать половых заповедей революционного пролетариата) va ser un treball influent del psicòleg soviètic Aron Zalkind el 1924. Es va dedicar a les qüestions de racionalitzar la vida personal d'homes i dones a l'URSS sobre la base de l'ètica de classe i proletària. La doctrina predominant abans de la seva publicació va ser la Teoria del got d'aigua, que va ser molt criticada per Zalkind i que seria substituïda per aquests dotze manaments en la ideologia oficial soviètica.

## Contingut
| « | 1. Не должно быть слишком раннего развития половой жизни в среде пролетариата – первая половая заповедь революционного рабочего класса. 2. Необходимо половое воздержание до брака, а брак лишь в состоянии полной социальной и биологической зрелости (то есть 20-25 лет) – вторая половая заповедь пролетариата. 3. Половая связь – лишь как конечное завершение глубокой всесторонней симпатии и привязанности к объекту половой любви. 4. Половой акт должен быть лишь конечным звеном в цепи глубоких и сложных переживаний, связывающих в данный момент любящих. 5. Половой акт не должен часто повторяться. 6. Не надо часто менять половой объект. Поменьше полового разнообразия. 7. Любовь должна быть моногамной, моноэдрической (одна жена, один муж). 8. При всяком половом акте всегда надо помнить о возможности зарождения ребёнка и вообще помнить о потомстве. 9. Половой подбор должен строиться по линии классовой, революционно-пролетарской целесообразности. В любовные отношения не должны вноситься элементы флирта, ухаживания, кокетства и прочие методы специально полового завоевания. 10. Не должно быть ревности. Половая любовная жизнь, построенная на взаимном уважении, на равенстве, на глубокой идейной близости, на взаимном доверии, не допускает лжи, подозрения, ревности. 11. Не должно быть половых извращений. 12. Класс в интересах революционной целесообразности имеет право вмешаться в половую жизнь своих сочленов. Половое должно во всем подчиняться классовому, ничем последнему не мешая, во всем его обслуживая | 1. No hi ha d'haver un desenvolupament prematur de la vida sexual entre el proletariat. 2. L'abstinència sexual és necessària abans del matrimoni, i el matrimoni només s'ha de fer en un estat de plena maduresa social i biològica (és a dir, 20-25 anys). 3. Les relacions sexuals són només la finalització final de la simpatia i l'afecte profunds i complets per l'objecte de l'amor sexual. 4. Les relacions sexuals només han de ser l'enllaç final de la cadena d'experiències profundes i complexes que uneixen els amants en aquest moment. 5. Les relacions sexuals no s'han de repetir amb freqüència. 6. L'objecte sexual no s'ha de canviar sovint. Hi ha d'haver menys varietat sexual. 7. L'amor ha de ser monògam i monandre (una dona, un marit). 8. En totes les relacions sexuals, cal recordar sempre la possibilitat de la concepció d'un fill i, en general, tenir en compte la descendència. 9. La selecció sexual s'ha de construir seguint la línia de classe, és a dir, la conveniència revolucionari-proletària. Elements de coqueteig, festeig, coqueteria i altres mètodes de conquesta específicament sexual no s'han d'introduir en les relacions amoroses. 10. No hi ha d'haver gelosia. La vida amorosa sexual, basada en el respecte mutu, la igualtat, la proximitat ideològica profunda i la confiança mútua, no pot permetre la mentida, la sospita o la gelosia. 11. No hi hauria d'haver perversions sexuals. 12. La classe, en interès de la conveniència revolucionària, té dret a interferir en la vida sexual dels seus membres. El sexual ha d'estar subordinat a la classe en tot, sense interferir amb aquesta de cap manera, servint-la en tot. | » |
| — Aron Borissovich Zalkind, "Els dotze manaments del proletariat revolucionari" del fulletó "Revolució i joventut" de 1924 és un article popular del psicoterapeuta soviètic Aron Zalkind. | | |   |

## Història
Aron Zalkind va donar una gran importància a la qüestió sexual en temes d'higiene del treball de partit. Creia que l'home modern a la vida quotidiana pateix fetitxisme sexual, que s'ha de superar amb l'ajuda de la ciència i que el sexe s'ha de tornar al bon camí: "Cal que el col·lectiu s'atregui més a si mateix que a una parella amorosa". Va ser així que van néixer els dotze manaments sexuals del proletariat revolucionari. El sentit general d'aquests manaments sexuals era garantir que l'energia del proletariat, com a classe integral, no es desaprofités en relacions sexuals inútils per a la seva missió històrica.

## Literatura
- Zalkind, Aron Borisovich. The Twelve Sexual Commandments of the Revolutionary Proletariat.  Moscow: Ya. M. Sverdlov Communist University, 1924.
- Sytnik, Irina Gennadievna (2006). Women question in the policy of the state and its solution in the South Urals: 1918-1930 (Thesis). Orenburg: Orenburg State Pedagogical University. p. 194.